# Церква Успіння Пресвятої Богородиці (Городище, УГКЦ)
Церква Успіння Пресвятої Богородиці в Городищі — парафія і храм греко-католицької громади Козлівського деканату Тернопільсько-Зборівської архієпархії Української греко-католицької церкви в селі Городище Тернопільського району Тернопільської области.

## Історія церкви
Церкву Успіння Пресвятої Богородиці, яку будували сім років, звели у 1884 році. Камінь для фундаменту добували біля річки Стрипа, а цеглу виготовляли вручну на місці. Церква проіснувала 60 років, поки її не знищили німецькі війська у 1944 році. Уціліла лише простора дзвіниця, де проводили богослужіння, але й вона була зруйнована у 1959 році.
Після легалізації УГКЦ 20 листопада 1989 року, громада села 25 лютого 1990 року зібралася, обрала церковний комітет і офіційно перейшла до УГКЦ. На початку липня 1990 року за три дні звели дзвіницю, а до 28 серпня 1991 року завершили будівництво церкви. Архітектором був Іван Кичко, автором розпису — Іван Галашин. Храм збудовано на пожертви парафіян.
28 серпня 1991 року отець декан Дмитро Долішняк разом з отцем Іваном Борисюком та духовенством деканату освятив храм.
Парафія належала до УГКЦ з 1804 по 1946 рік, а потім, з 1990 року, знову повернулася в її лоно.
8 січня 2005 року єпископ Василій Семенюк здійснив візитацію парафії та освятив храм. У 2007 році владика Василій також відвідував парафію.
При церкві діють такі спільноти: Марійська та Вівтарна дружини, спільнота «Матері в молитві» та братство Матері Божої Неустанної Помочі.
На території парафії встановлено фігуру Покрови Пресвятої Богородиці.

## Парохи
- о. Андрій Сохоцький (1804),
- о. Діонізій Бачинський (1848),
- о. Тимофій Бордуляк (1893),
- о. Іван Мінко (1884),
- о. Теодор Богатюк (1893—1939),
- о. Віктор Бордуляк (1939—1941),
- о. Богдан Остапович (1941—1944),
- о. Білорус,
- о. Недільський,
- о. Волиняк,
- о. Іван Борисюк (1970—1993),
- о. Михайло Вересюк (1993),
- о. Богдан Зінченко (з 1994).